# Stenobermuda syzygus
Stenobermuda syzygus är en kräftdjursart som först beskrevs av Barnard 1940.  Stenobermuda syzygus ingår i släktet Stenobermuda och familjen Stenetriidae. Inga underarter finns listade i Catalogue of Life.